# Technicien supérieur gestionnaire de ressources informatiques
Le technicien (ou la technicienne) supérieur(e) gestionnaire exploitant(e) de ressources informatiques met en exploitation, suit, sécurise, optimise et fait évoluer les ressources nécessaires à la production attendue du système d’information de l’entreprise : infrastructures réseaux, serveurs et systèmes d’exploitation, bases de données, applications transverses et applications métier, etc.
Sa mission s’exerce dans le respect des méthodes, normes, standards du marché, des contrats passés avec les fournisseurs et des contrats de service conclus avec les utilisateurs.

## Informations règlementaires sur la certification
Le titre professionnel TSGERI (Technicien(ne) supérieur(e) gestionnaire exploitant(e) de ressources informatiques) est une certification de niveau III du Ministère chargé de l'Emploi en France. Ce titre peut être présenté à l'issue d'une formation de l'AFPA ou de tout autre organisme agréé par le Ministère chargé de l'Emploi. Il est également possible d'y accéder directement par la voie de la VAE.
Ce titre a été modernisé par l'arrêté de révision paru au Journal Officiel en date du 22 juillet 2008, avec prise d'effet au 19 décembre 2008.
Le titre est lié à la fiche ROME M1810, d'Informaticien/Informaticienne d’Exploitation. C'est ce code ROME qu'il faut indiquer lors d'une recherche des offres d'emploi relatives au titre TSGERI sur le site de Pôle Emploi. 
Voici les activités et les compétences à mettre en œuvre dans l'emploi correspondant à ce titre, et qui font l'objet de la formation et de la certification TSGERI :
- Assurer l'administration et l'exploitation courantes  d'un serveur, d'un réseau et des postes de travail connectés (configurer et maintenir les postes de travail connectés, et optimiser leurs performances ; configurer et maintenir les serveurs informatiques, et optimiser leurs performances ; exploiter et sécuriser les réseaux locaux de l'entreprise ; exploiter et sécuriser les infrastructures de télécommunications du système informatique ; assister et conseiller les utilisateurs ; utiliser l'anglais dans son activité professionnelle en informatique)

- Exploiter et mettre en exploitation les ressources d'un système informatique (suivre et optimiser les performances des applications collaboratives (groupware) ; suivre et optimiser les performances des bases de données ; suivre et optimiser les performances des applications métier du système informatique ; mettre en exploitation une ressource informatique ; gérer la sécurité physique et logique d'accès aux ressources ; administrer la production informatique ; rétablir la production dans les conditions habituelles à la suite d'un incident d'exploitation ; former aux nouveaux outils informatiques les utilisateurs et le personnel informatique)

- Proposer aux décideurs des solutions techniquement et financièrement valides lors des évolutions du système informatique (évaluer de nouvelles ressources informatiques et participer à leurs choix ; proposer des solutions pour améliorer l'exploitation courante des ressources informatiques ; préparer les contrats de services avec les directions utilisatrices de l'informatique ; participer à l'élaboration des budgets du service informatique ; évaluer les contraintes de la production informatique qui doivent être prises en compte par les nouveaux projets ; rechercher et analyser les changements dans l'entreprise, les évolutions technologiques et les modifications du cadre juridique en informatique)